# Podsędziszów
Podsędziszów – część miasta Sędziszowa, w jego centralnej części. Rozpościera się głównie wzdłuż ulicy Dworcowej. Dawniej samodzielna miejscowość.

## Historia
Od 1867 Podsędziszów należał do gminy Sędziszów w powiecie jędrzejowskim w guberni kieleckiej. W II RP przynależała do woj. kieleckiego, gdzie 2 listopada 1933, łącznie z koloniami Rajsko i Gabrielin, ustanowił gromadę o nazwie Podsędziszów w gminie Sędziszów.
1 kwietnia 1938 gromadę Podsędziszów zniesiono, włączając ją do gromady Gródek w gminie Sędziszów. Po wojnie włączony do Sędziszowa.